# Real G 4 Life, Vol. 3
Real G 4 Life, Vol. 3 es el nombre del tercer mixtape del cantante puertorriqueño de reguetón Ñengo Flow. Este fue lanzado el 10 de febrero del 2017 y es el primer proyecto del artista como solista luego de más de 5 años.

## Antecedentes
En una entrevista mientras el artista se encontraba promocionando el sencillo promocional de la producción que se tituló «Baby Lover», el mismo explicó la ambición musical que tenía con esta producción.

«La gente quería que volviera a los orígenes de Ñengo Flow, al reggaetón que hacía cuando comenzamos. Cuando salga, será algo que la gente no espera y que marcará mi carrera. Ese ha sido el objetivo, superar al anterior y esas son las expectativas y yo digo que es una bomba porque tiene de todo un poco» aseguró el intérprete a Rapetón.

Luego de su lanzamiento, comenzó una serie de presentaciones que fueron parte para la promoción de este proyecto. Sobre la creciente ola del trap y de cómo muchos intérpretes de reguetón se están sumando a esta tendencia, Ñengo subrayó que él seguirá nadando contra corriente, y aunque incluyó un par de temas con este sonido, prefirió quedarse en la raíz del género con el que ha triunfado en el género urbano.

«A mi me gusta siempre hacer las cosas diferentes, no es estrategia y no quiero cambiarle, eso es lo que le gusta al público y hay que complacerle» aseguro el artista.

A pesar de esto, el artista incluyó en el proyecto una canción titulada «Mami dámelo a mi» junto al cantante Darell el cual pertenece al género trap.

«Este es de los pocos traps que grabé, porque hay que hacer parte de la ola que está encendida» concluyó.

## Producción
Cuenta con las colaboraciones de Bad Bunny, Arcángel, Darell, Ozuna, Farruko, Gotay, entre otros. Se lanzó el día de su lanzamiento el vídeo del sencillo «Baby Lover» el mismo día del lanzamiento de la producción.

## Promoción
Se lanzaron tres sencillos promocionales, el primero el tema «Alucinando» junto al fallecido artista Jenay. La canción fue publicada el 21 de junio de 2014 y su video musical fue lanzado por el canal del artista el 9 de diciembre de 2014.  El segundo sencillo promocional fue el tema «Promesa» que fue lanzado y publicado bajo el canal del artista el 11 de septiembre de 2015. Seguido de «Dejate llevar» que fue lanzado el 6 de enero de 2016. A pesar, estos sencillos promocionales no fueron incluidos dentro del álbum.

## Certificación
| País                  | Certificado | Ventas |
| --------------------- | ----------- | ------ |
| Estados Unidos (RIAA) | Oro         | 30 000 |

## Lista de canciones
| N.º | Título                                    | Productor(es)                            | Duración |  |
| 1.  | «Te Extraño» (con Kevinsito)              | Sinfónico y Onyx                         | 3:36     |  |
| 2.  | «Baby Lover»                              | EZ El Ezeta                              | 3:14     |  |
| 3.  | «Eres Tú» (con Arcángel)                  | Jan Paul y EZ El Ezeta                   | 3:30     |  |
| 4.  | «Whyne Whini»                             | EZ El Ezeta, Sinfónico y Onyx            | 4:03     |  |
| 5.  | «Mami Dámelo A Mi» (con Darell)           | Sinfónico y Onyx                         | 4:21     |  |
| 6.  | «Hoy Hay Party»                           | Keko Musik                               | 3:57     |  |
| 7.  | «Mamasita Mala» (con Ozuna)               | Yampi y Super Yei                        | 3:47     |  |
| 8.  | «Que Tu Quieres» (con Farruko)            | Keko Musik                               | 3:55     |  |
| 9.  | «Víbora»                                  | Keko Musik                               | 3:34     |  |
| 10. | «Hoy» (con Bad Bunny)                     | Yanyo The Secret Panda, Sinfónico y Onyx | 3:54     |  |
| 11. | «Paso A Paso» (con Jory Boy)              | Jan Paul, Sinfónico y Onyx               | 3:17     |  |
| 12. | «Se Transforma» (con Tony Dize)           | EZ El Ezeta                              | 3:41     |  |
| 13. | «Se Que Te La Estás Viviendo» (con Gotay) | Sinfónico y Onyx                         | 3:25     |  |